# Benno Rössler
R.D. Benno Rössler (5. května 1931 Jablonec nad Nisou – 20. července 2014 Stará Boleslav) byl český katolický kněz a odpůrce totalitní komunistické moci.

## Život
Pocházel z německy mluvící rodiny. V letech 1954-1958 vystudoval Cyrilometodějskou bohosloveckou fakultu v Litoměřicích a 29. června 1958 byl vysvěcen na kněze.
Nejprve působil jako kaplan v Turnově a v Mostě. od 1. srpna 1961 byl jmenován administrátorem v Trmicích a excurrendo administrátorem farností Předlice, Stebno a Řehlovice. V letech 1965-1978 byl administrátorem ve farnosti Jílové u Děčína a excurrendo ve farnostech Libouchec, Krásný Les, Petrovice a Tisá, od roku 1978 jako administrátor děkanství v Děčíně a excurrendo ve farnostech Arnoltice, Hřensko, Huntířov, Růžová, Nebočady a Těchlovice.
V období komunistické totality byl na něho založen 25. listopadu 1970 Státní bezpečností svazek v Ústí nad Labem svazek jako možného kandidáta spolupráce s totalitní mocí, nicméně se StB Rösslera získat ke spolupráci nepodařilo a tak byl svazek 13. června 1971 uložen do archivu a v pozdější době zničen.
Od 1. února 1990 byl ustanoven farářem v Bořislavi a excurrendo administrátorem farnosti Žim. Dne 1. září 2012 byl na vlastní žádost uvolněn z duchovní správy a odešel do kněžského domova ve Staré Boleslavi, kde zemřel zaopatřen svatými svátostmi 20. července 2014. Poslední rozloučení s ním se konalo v pondělí 28. července 2014 v kostele Nanebevzetí Panny Marie ve Staré Boleslavi při zádušní mši, kterou sloužil litoměřický biskup Jan Baxant. Po obřadu bylo jeho tělo převezeno do Jablonce nad Nisou a týž den ve 3 hodiny odpoledne uloženo do rodinného hrobu na místním hřbitově.